# Liste des commanderies templières dans le Limousin
| Localisation dans le Limousin (Liens vers les articles correspondants) |
| --- |
| \| Auvergne Centre Poitou- Charentes Aquitaine Midi-P Bellechassagne Blaudeix Bosmoreau -Chamberaud Champeaux Charrières Crabanat Foulventour Croix-Mazerat La Forêt-du-Temple la Pouge Gentioux Le Palais Limoges Paulhac Puy de Noix Saint-Martinet Le Temple d'Ayen Viviers \| |
| Auvergne Centre Poitou- Charentes Aquitaine Midi-P Bellechassagne Blaudeix Bosmoreau -Chamberaud Champeaux Charrières Crabanat Foulventour Croix-Mazerat La Forêt-du-Temple la Pouge Gentioux Le Palais Limoges Paulhac Puy de Noix Saint-Martinet Le Temple d'Ayen Viviers       |

La liste des commanderies templières dans le Limousin recense la totalité des maisons de l'Ordre du Temple dont la présence a été confirmée dans le Limousin, dont les commanderies. Elles sont classées par ordre alphabétique dans un tableau triable selon leur nom, la commanderie la plus récente dont elles font partie, leurs départements et communes actuelles, l'année de leur première mention ainsi que des observations et des sources venant confirmer leur nature.

## Faits marquants et Histoire
Aux XIIe et XIIIe siècles, cette région correspondait au comté de la Marche au nord et à la vicomté de Limoges au sud, tous deux vassaux du Duché d'Aquitaine. Les templiers avait une organisation territoriale qui leur était propre et une grande partie de cette région faisait en fait partie de la province templière d'Auvergne qui se forme entre 1180 et 1190, le reste étant vraisemblablement dépendant de la province d'Aquitaine
On dénombre près de trente six établissements dans le Limousin.

## Maisons templières
| † | Maison avec commandeur (commanderie)                        |
|   | Cet édifice a été classé au titre des Monuments historiques |

| Nom                           | Commanderie la plus récente | Département actuel | Commune actuelle         | Année 1re mention | Observations et sources |
| ----------------------------- | --------------------------- | ------------------ | ------------------------ | ----------------- | --- |
| Bellechassagne                |                             | Corrèze            | Bellechassagne           |                   | Domus Templi de Bella Chassanha Lemovicensis diocesis |
| Blaudeix                      | Blaudeix                    | Creuse             | Blaudeix                 | 1193              | Domus de Blaudes, de Bliauday, Templum de Blaudesio |
| Bourganeuf†                   | Bourganeuf                  | Creuse             | Bourganeuf               | v. 1190           | , |
| Chamberaud†                   | Chamberaud                  | Creuse             | Chamberaud               | v. 1217           | ,Domus Templi de Cambarello, Lemovicensis diocesis (au moins depuis 1248). Petrus de Cadruvio, commandeur (1301-1302), et Galterius de Nonagerio (1307). Devient une commanderie de la langue d'Auvergne après avoir été dévolue aux hospitaliers. |
| Champeaux                     |                             | Haute-Vienne       | Gajoubert                |                   | Domus Templi de Champens Lemovicensis diocesis |
| La Chapelle-du-Temple/Basmour | Lavaufranche                | Creuse             | Bord-Saint-Georges       | av. 1289          | ,Domus Templi de Bomora, Lemovicensis diocesis (c.1289) |
| Charrières                    | Charrières                  | Creuse             | Saint-Moreil             | v. 1177           | , |
| Crabanat                      | Féniers                     | Creuse             | Féniers                  | av. 1308          | ,Domo de Crabanac, Lemovicensis diocesis (1308), |
| Fleurat                       | Paulhac                     | Creuse             | Fleurat                  | 1282              | , |
| Foulventour                   |                             | Haute-Vienne       | Saint-Hilaire-la-Treille |                   | domus Templi de Font Lezentort Lemovicensis diocesis |
| La Forêt-du-Temple            | Viviers                     | Creuse             | La Forêt-du-Temple       | v. 1194–1197      | , |
| Gentioux†                     | Charrières                  | Creuse             | Gentioux-Pigerolles      | 1225              | ,Domus Templi de Gensil, Lemovicensis diocesis ; de Gencio |
| Lascroux/La Croix de Mazeirat | Paulhac                     | Creuse             | Le Grand-Bourg           | v. 1188           | , |
| Limoges                       |                             | Haute-Vienne       | Limoges                  |                   | Domus Templi Castri Lemovicensis Dans l'enceinte du château. Ne pas confondre avec la baillie / Province de Limousin Domorum militiae Templi in Lemovicino                                                                                         |
| Le Monteil-au-Temple          | Saint-Romain-en-Gal         | Creuse             | Lioux-les-Monges         | 1297              | , |
| Le Palais                     |                             | Haute-Vienne       | Le Palais-sur-Vienne     |                   | Domus Templi de Palatio, juxta Lemovicum |
| Paulhac†                      | Paulhac                     | Creuse             | Fursac                   | v. 1190           | , |
| La Pouge                      | Chamberaud                  | Creuse             | La Pouge                 | 1282              | ,Ne pas confondre avec La Pouge, un hameau de Champagnac-la-Rivière |
| Puy de Noix                   |                             | Corrèze            | Albussac / Beynat        |                   | Domus Templi de Podio Nucis Lemovicensis diocesis |
| Rimondaix                     | Blaudeix                    | Creuse             | Parsac-Rimondeix         | v. 1178–1197      | , |
| Sous-Parsat                   | Chamberaud                  | Creuse             | Sous-Parsat              | 1282              | , |
| Le Temple d'Ayen              |                             |                    | Ayen                     |                   | Commanderie hospitalière qui pourrait être la plus ancienne fondation des templiers dans le diocèse de Limoges, antérieure à 1144. Attestée également en 1282: Cappella de Ahento                                                                  |
| Viviers†                      | Viviers                     | Creuse             | Tercillat                | fin XIIe siècle   | , |